# توکاوز
توکاوز (انگلیسی: Tucows) شرکت نرم‌افزار کانادایی-آمریکایی است، که در زمینه ارائه خدمات هاستینگ، ایمیل، اپراتوری مجازی شبکه و ارائه خدمات اینترنتی فعالیت می‌کند. این شرکت در سال ۱۹۹۳ در شهر فلینت، میشیگان تاسیس شد. هم‌اکنون دفتر مرکزی شرکت توکاوز در شهر تورنتو قرار دارد و بخشی از سهام آن در بازارهای بورس نیویورک و بورس تورنتو معامله می‌شود.